# Mausoleum Bückeburg

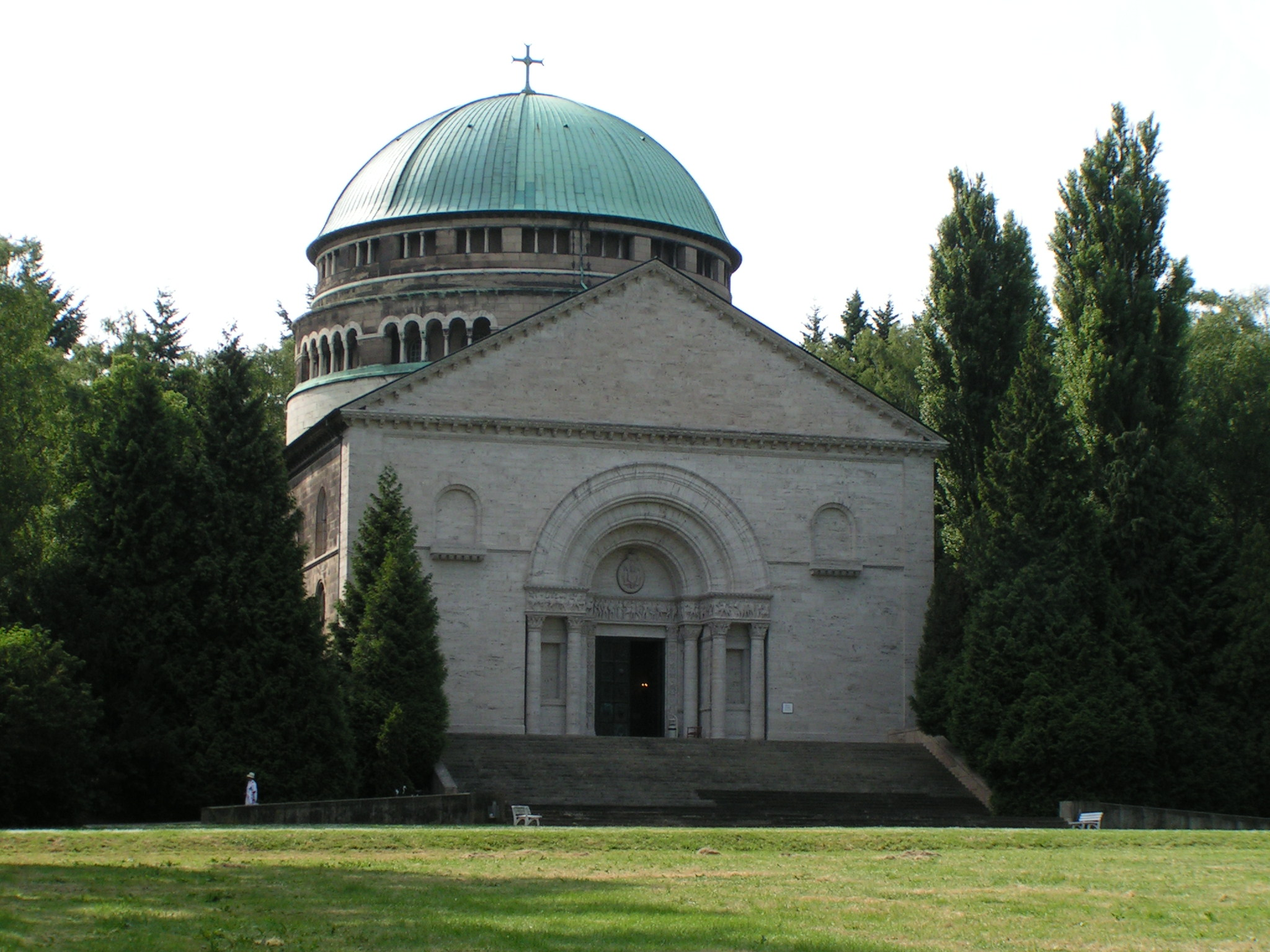
Mausoleum im Park von Schloss Bückeburg, 2005

Das Mausoleum im Schlosspark Bückeburg ist die Begräbnisstätte des Fürstenhauses Schaumburg-Lippe. Es befindet sich im Schlosspark von Bückeburg, etwa 50 Kilometer westlich von Hannover.
Das Mausoleum wurde in den Jahren von 1911 bis 1915 in der Regierungszeit von Fürst Adolf II. nach Plänen des Berliner Architekten Paul Baumgarten im neoromanischen Stil errichtet. Es ist mit 43 m Höhe und 27 m Breite das größte Mausoleum dieser Art in Europa. Die Baukosten betrugen über eine Million Reichsmark.

## Geschichte

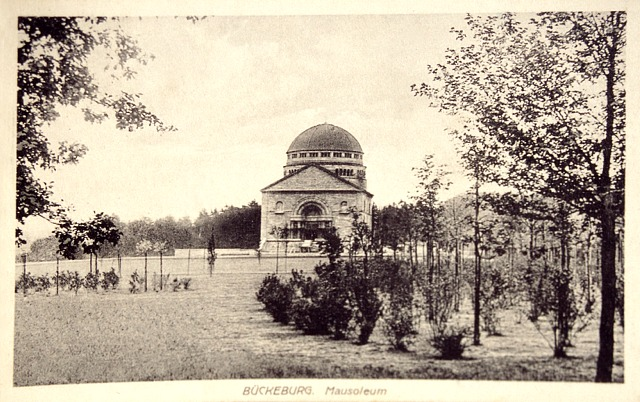
Mausoleum (Ansichtskarte, um 1914)

Das Mausoleum in Bückeburg löste das im 17. Jahrhundert erbaute Fürstliche Mausoleum in Stadthagen als Familiengrablege ab. Anlass zur Errichtung war der Tod des Fürsten Georg zu Schaumburg-Lippe im April 1911. Das Richtfest konnte bereits im Dezember 1912 gefeiert werden, der Innenausbau zog sich aber nach Ausbruch des Ersten Weltkriegs bis 1916 hin.
Gegen Ende des Zweiten Weltkriegs durchschlug eine Panzergranate die Kuppel. Reste der Granate sind in einer Wandnische im Eingangsbereich der Kuppelhalle ausgestellt. Das Loch im Deckenmosaik ist bis heute sichtbar. Direkt nach dem Krieg wurde das Mausoleum als Lager für die Kunstschätze des Schlosses benutzt, da das Schloss Bückeburg bis 1951 von der britischen Rheinarmee beschlagnahmt war.

## Äußeres

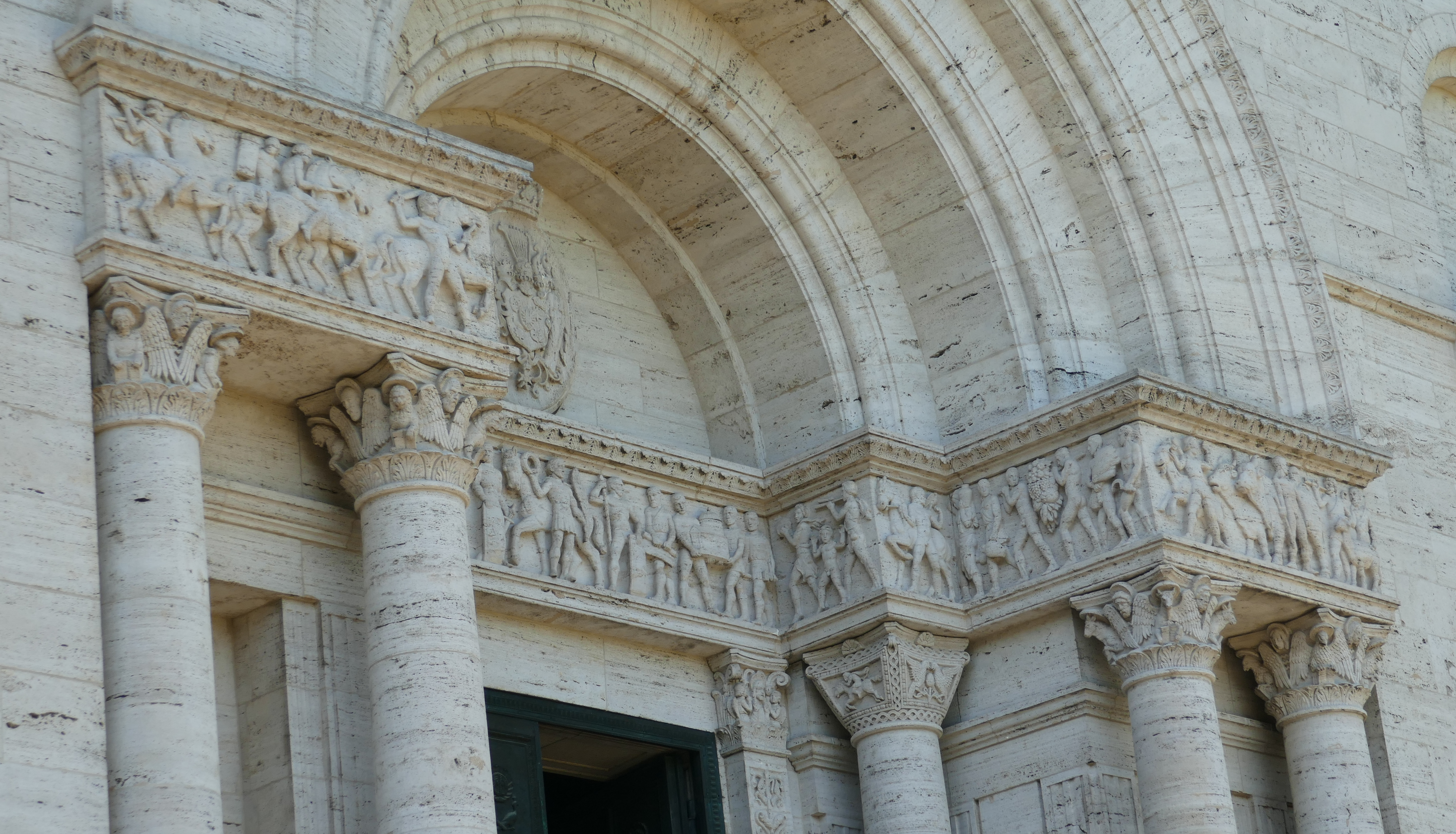
Fries und Kapitelle über dem Portal

Als Materialien für den Bau dienten Travertin an der Frontseite, ansonsten Obernkirchener Sandstein sowie Kupferblech für die Kuppel, die ein schmiedeeisernes Kreuz trägt.
Das Relief über dem Portal, eine Arbeit des Bildhauers Albert Comes (1883–1954) zeigt in der Mitte den Fürsten, links die Huldigung der Krieger, Jäger und Reiter, rechts die Huldigung der Künste, des Gewerbes und der Landwirtschaft. Die Kapitelle der vier Säulen tragen jeweils eines der Symbole der vier Evangelisten. Über dem Relief befindet sich das Wappen der Fürsten zu Schaumburg-Lippe.
Die Bronzetür des Haupteingangs wurde vom Berliner Bildhauer Josef Rauch gestaltet. Sie zeigt ebenfalls die Evangelistensymbole, dazu das Christusmonogramm, einen Baum aus dem Paradies und Tiere aus der Offenbarung des Johannes.

## Vorhalle
In der Vorhalle befinden sich zwei Gemälde: Auf der linken Seite „Hagar in der Wüste“ von Gerrit van Honthorst, auf der rechten Seite „Johannes predigt in der Wüste“ von Lorenzo Pasinelli.
Links und rechts in der Vorhalle befinden sich Rosettenfenster, die nach Vorbildern im Hieronymiten-Kloster in Belém (einem Stadtteil von Lissabon) gestaltet wurden.
Von der Vorhalle führen links und rechts Treppen auf den Chorgang der Kuppelhalle, eine Bronzetür links führt in die nicht öffentlich zugängliche Gruft mit den Särgen.

## Kuppelhalle

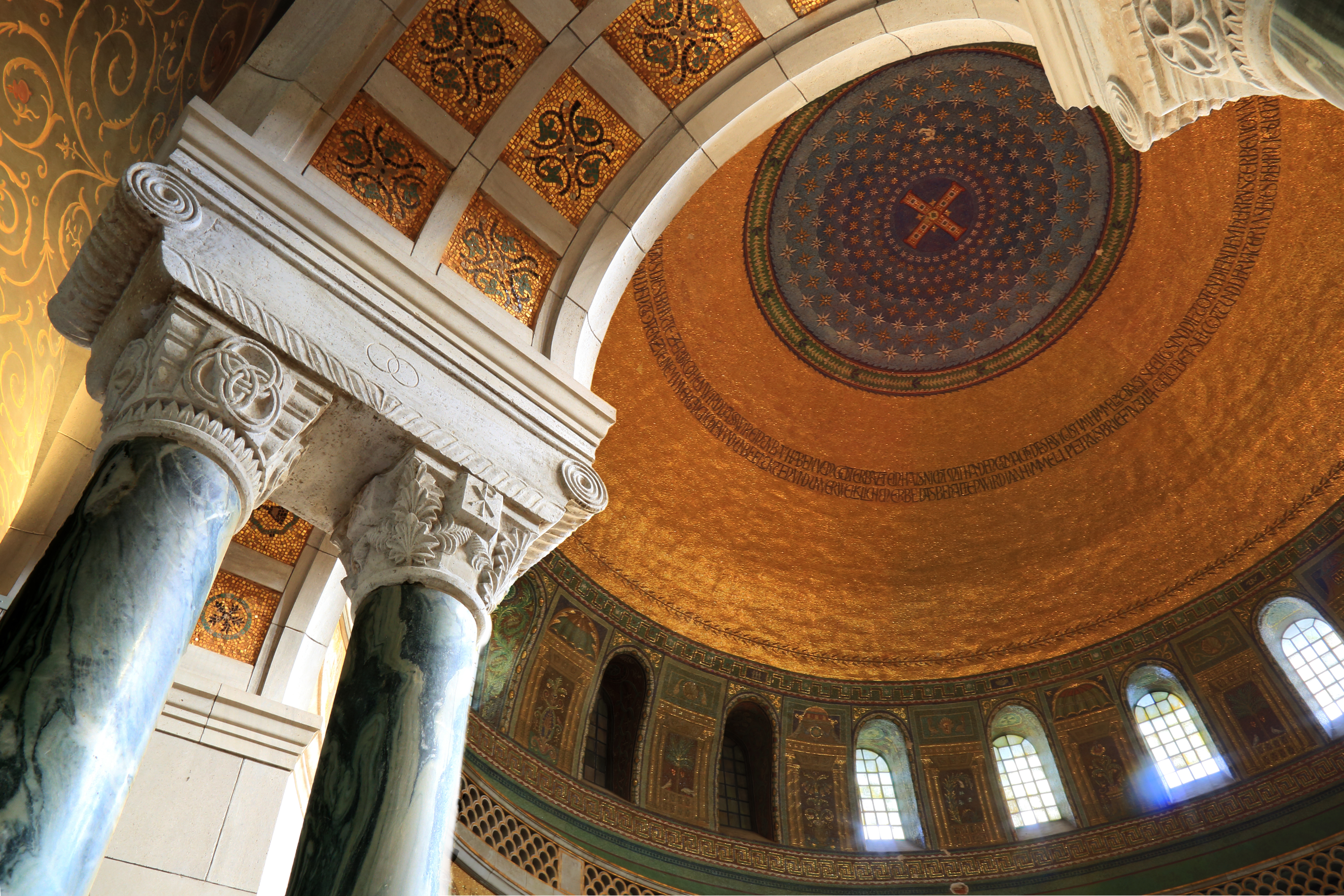
Innenansicht der Kuppel

Vorhalle und Kuppelhalle trennt ein schmiedeeisernes Gitter vom Berliner Kunstschmied Eduard Puls.
Gottfried Hofer gestaltete die 25 m hohe Kuppelhalle mit dem größten Mosaik Mitteleuropas (500 m² Fläche). Die Kuppel wird unter anderem von zehn Säulen getragen, zwischen denen sich Nischen befinden. Abgesehen von den zwei Nischen, die durch Eingang und Altarraum eingenommen werden, waren die Nischen ursprünglich als Standort für Sarkophage vorgesehen. Das Fußbodenmosaik in seiner Nische sollte jedes Mitglied des Fürstenhauses selbst bestimmen, daher ist in den meisten Nischen kein Mosaik ausgeführt. Die Nische links neben dem Altar hatte Fürst Adolf II. für seinen Sarkophag vorgesehen, daher ist hier das Mosaik ausgeführt. Die Nische rechts neben dem Altar enthält ein Gedenkkreuz für den im April 1945 gefallenen Georg Wilhelm zu Schaumburg-Lippe.
Der übrige Fußboden der Kuppelhalle ist in rotem italienischen und grünem griechischen Marmor ausgeführt. Vor dem Altar befindet sich eine rechteckige Bodenfläche, die mit dem daraufstehenden Katafalk in die darunter befindliche Gruft hinabgesenkt werden kann.
Bedingt durch die Novemberrevolution 1918 kam es nie zu der ursprünglich vorgesehenen Aufstellung von Sarkophagen in der Kuppelhalle, die Särge der Fürstenfamilie stehen in der Gruft darunter. Auf dem ummauerten Mausoleumsgelände befindet sich ebenfalls nicht öffentlich zugänglich ein Friedhof, auf dem Angehörige des Hauses Schaumburg-Lippe in einer Erdbestattung oder einer Urnenbestattung beigesetzt sind.

### Altarraum
Den Altarraum schmückt ein Kruzifix aus dem 13. Jahrhundert und ein Frankfurter Bibeldruck von 1628. Die barocken Kandelaber hatte Graf Wilhelm 1763 in Portugal erworben.